# Mario Gollwitzer
Mario Gollwitzer (* 1973) ist ein deutscher Psychologe.

## Leben
Von 1993 bis 2000 studierte er Psychologie an der Universität Trier, wo er von 2000 bis 2005 wissenschaftlicher Mitarbeiter der Abteilung Sozialpsychologie war. Nach der Promotion 2004 zum Dr. rer. nat. im Fachbereich I in Trier lehrte er von 2005 bis 2010 als Juniorprofessor für Methodenlehre und Evaluation im Fachbereich Psychologie der Universität Koblenz-Landau und war Leiter des Zentrums für Methoden, Diagnostik und Evaluation (Methodenzentrum). Von 2010 bis 2018 lehrte er als Professor für Methodenlehre am Fachbereich Psychologie der Philipps-Universität Marburg. Seit 2018 ist er Professor für Sozialpsychologie am Department Psychologie der Ludwig-Maximilians-Universität München.
Seine Forschungsinteressen sind soziale und individuelle Funktionen von Rache, Strafe und Vergeltung, Ungerechtigkeitssensibilität und unmoralisches Verhalten, Wissenschaftskommunikation und (motivierte) Wissenschaftsrezeption und Veränderungsmessung im Kontext der Evaluation psychologischer Maßnahmen.

## Schriften (Auswahl)
- Ist „gerächt“ gleich „gerecht“? Eine Analyse von Racheaktionen und rachebezogenen Reaktionen unter gerechtigkeitspsychologischen Aspekten. Berlin 2005, ISBN 3-86573-059-0.
- mit Manfred Schmitt: Sozialpsychologie. Weinheim 2006, ISBN 3-621-27575-4.
- mit Reinhold S. Jäger: Evaluation. Weinheim 2007, ISBN 3-621-27600-9.
- mit Manfred Schmitt und Michael Eid: Statistik und Forschungsmethoden. Lehrbuch. Mit Online-Materialien. Weinheim 2010, ISBN 978-3-621-27524-8.